# Planchonella garberi
Planchonella garberi är en tvåhjärtbladig växtart som beskrevs av Erling Christophersen. Planchonella garberi ingår i släktet Planchonella och familjen Sapotaceae. Inga underarter finns listade i Catalogue of Life.